# Vauville (Calvados)
Vauville is een gemeente in het Franse departement Calvados (regio Normandië) en telt 253 inwoners (1999). De plaats maakt deel uit van het arrondissement Lisieux.

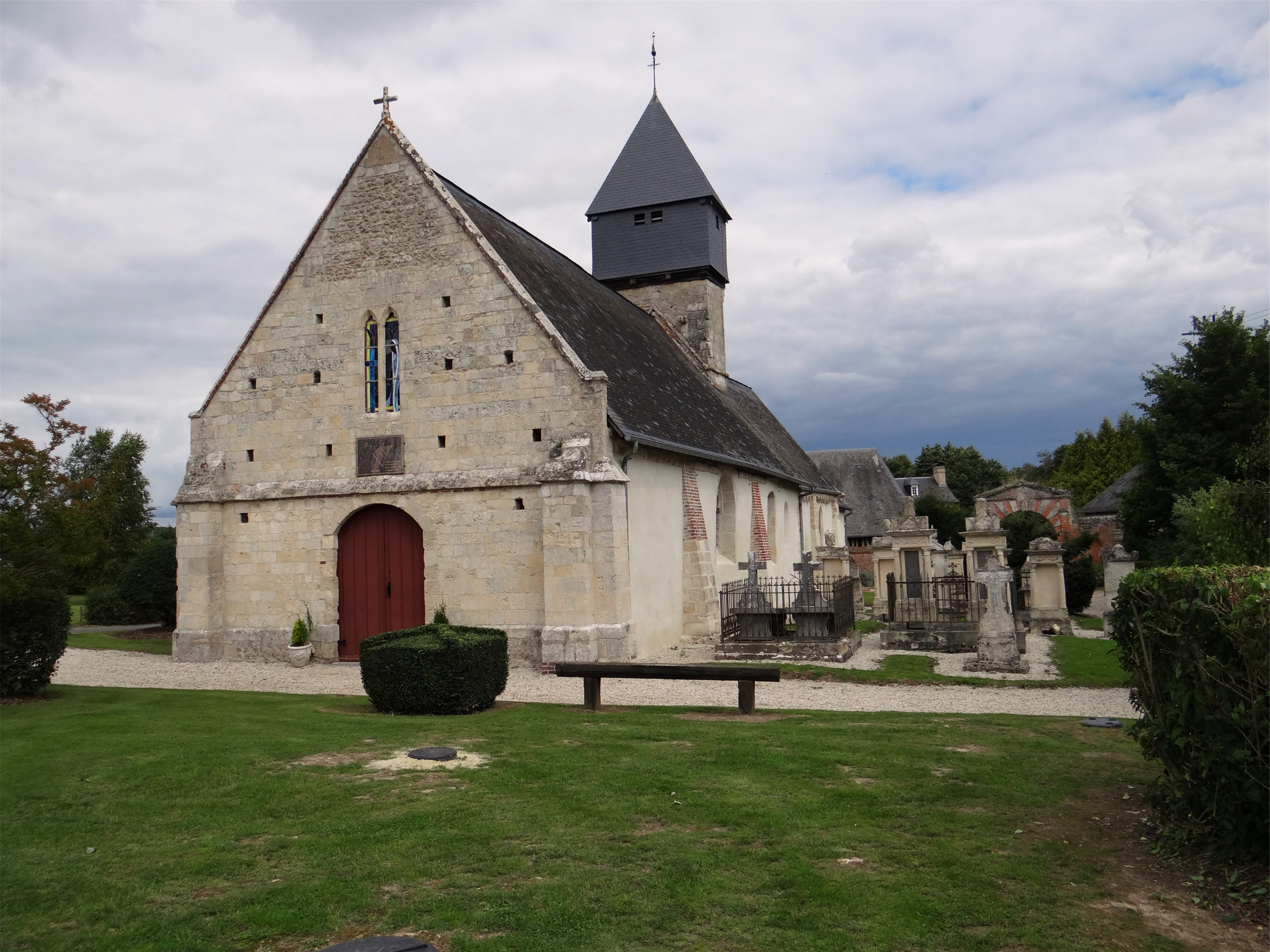
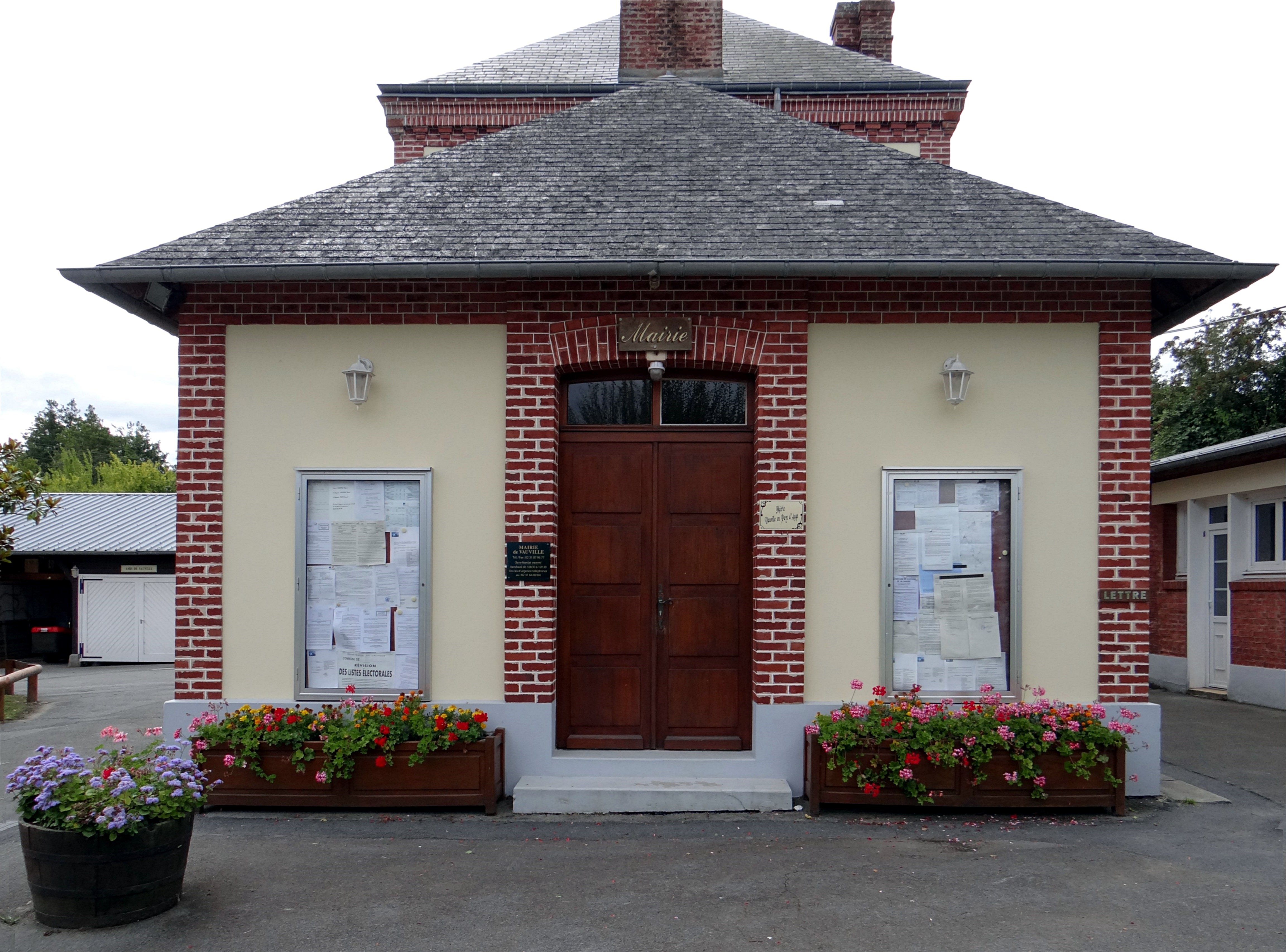

## Geografie
De oppervlakte van Vauville bedraagt 5,2 km², de bevolkingsdichtheid is 48,7 inwoners per km².
De onderstaande kaart toont de ligging van Vauville (Calvados) met de belangrijkste infrastructuur en aangrenzende gemeenten.

## Demografie
Onderstaande figuur toont het verloop van het inwonertal (bron: INSEE-tellingen).
Vanwege een beveiligingsprobleem met de MediaWiki Graph-software is het momenteel niet mogelijk deze grafiek weer te geven. Zodra de software is bijgewerkt zal de grafiek vanzelf weer zichtbaar worden.
1. ↑  Populations de référence 2022.